# Турист (велосипед)

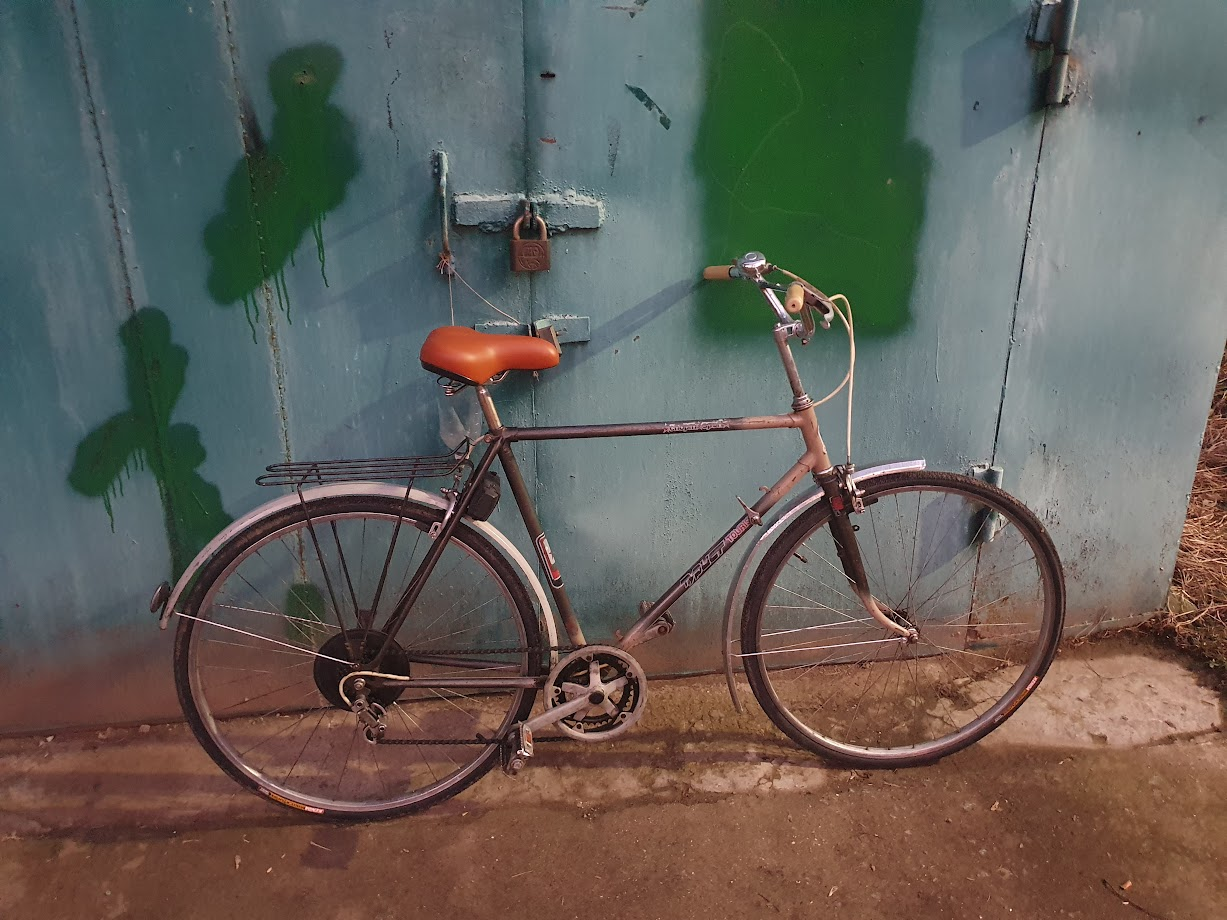
Велосипед "Турист-спорт" ХВЗ

Велосипе́ды «Тури́ст» — серия советских дорожно-туристических и спортивно-туристических велосипедов, выпускавшихся Харьковским велосипедным заводом им. Г. И. Петровского (ХВЗ).
Поступал в свободную продажу и был относительно доступен широким слоям населения. По сравнению с наиболее распространёнными в то время дорожными велосипедами (В-110 «Прогресс», «Украина» и прочие), имел облегчённую конструкцию, более узкие шины, 4-скоростной механизм переключения передач (переключались ведомые звёздочки), ручные передний и задний тормоза в заводской комплектации. В то же время, по сравнению со спортивными велосипедами (типа «Старт-шоссе»), имел камерную конструкцию шин, что делало его более устойчивым к повреждениям при использовании на пересечённой местности и при некачественном дорожном покрытии.

## История

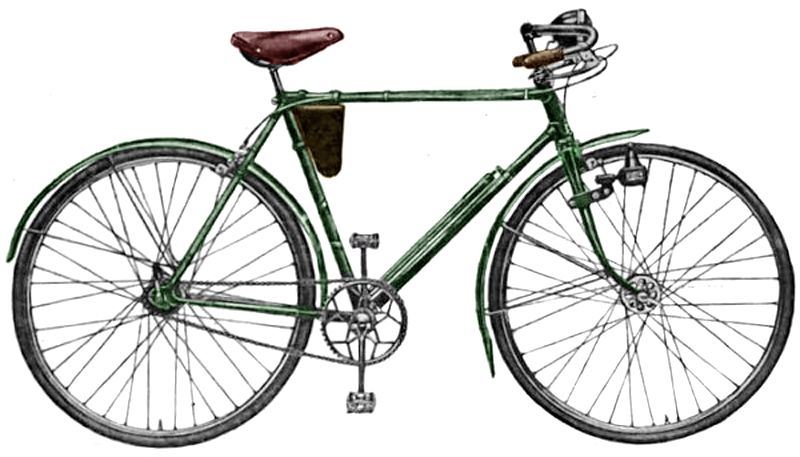
Первый велосипед серии «Турист» модель ХВЗ В-31, 1949 год

Историю модели «Турист» делится на два этапа: первый — с начала производства в 1949 году по 1961 год, второй — с 1978 года и поныне.
На первом этапе было выпущено три модели: В-31, В-32 и В-33.
Модель В-31 — первая и последняя односкоростная модель ХВЗ с механизмом свободного хода, выпускалась небольшими партиями, сейчас известно о всего нескольких сохранившихся велосипедах 1950 года выпуска.

Конструкция В-32 аналогична по геометрии раме В-31, но обладала оригинальным механизмом переключения передач на три скорости. На этой модели к концу её производства был заменён оригинальный переключатель «костяная нога» на телескопический, а также были изменены конструкция передней вилки и форма коронки — она лишилась хромированного украшения.
Модель В-33 отличалась от В-32 исполнением узлов стакана, появилась узорная маска, были добавлены бонки удержания тросов, втулки приобрели классический вид для всей туристической линейки ХВЗ, вместо алюминия стала исполняться хромированная сталь, трещотка была заменена на кассету с таким же количеством звёзд, но с изменением числа зубьев. Одним из внешних отличий модели стала смена дизайна шильдика-эмблемы.
В 1961 году произошла смена названия на «Спутник» в связи с космическими достижениями СССР. Первая модель — «Спутник» В-34 от своего предшественника отличалась изменением конструкции выноса, руль стал выполняться из алюминия, был убран декоративный гребень на крыльях, изменён параллелограммный задний переключатель со штатным креплением на раме вместо накладного. Все последующие модели являлись дальнейшим развитием уже существующих с изменением внешнего вида некоторых узлов и материалов, из которых они изготавливались. Так же вносились изменения в трансмиссию в виде добавления ещё одной скорости и изменения конструкции системы. Геометрия рамы сохранялась до «Спутника» В-301, на котором перья задней вилки стали немного короче.
Предположительно в 1977 году название «Турист» вернулось. Модель 153—411, кроме расположения манеток и дизайна, полностью повторяла «Спорт» 542-01, но при этом модельный ряд «Спутник» выпускался параллельно вплоть до конца 1983 года.
В 1980 году появилась модель 153—421, выпускавшаяся до 1987 года. Затем произошла смена дизайна без малейших изменений конструкции. Интенсификация производства в 1980-х годах сильно отразилась на качестве металла труб рамы.
Последняя модель, произведённая в СССР — 153—452, заключала в себе конструктивные решения, которые необходимо было ввести ещё в 1970-х годах — крепление багажника (устаревшая конструкция из-за слабого металла на модели 153—421 причиняла неудобства владельцам). Вынос, тормозная система, втулки, задний переключатель стали алюминиевыми и внешне повторяли детали флагманского спецзаказа, но хуже по качеству.
История модели продолжается и в современности.